# Barranc de la Xivana
La Xivana és un barranc situat al terme d'Alfarb, a la partida dels Ascopalls. A banda de ser un lloc d'esbarjo per als habitants de la Ribera, la seua proximitat al poblat de l'edat de bronze de l'Almaguer fa que s'hi hagen localitzat tres conjunts rupestres en l'àrea, d'importància desigual.